# Xiao Hu
Xiao Hu (chinesisch 小湖 ‚Kleiner See‘) ist ein See an der Ingrid-Christensen-Küste des ostantarktischen Prinzessin-Elisabeth-Lands. Er liegt unmittelbar westlich der chinesischen Zhongshan-Station und südlich des Mochou Hu am nördlichen Ende der Halbinsel Xiehe Bandao in den Larsemann Hills.
Chinesische Wissenschaftler benannten ihn 1989 im Zuge von Vermessungs- und Kartierungsarbeiten.